# Ана Вуковић Росић
Ана Вуковић Росић (Врњачка Бања, 3. мај 1929 — Врњачка Бања, 28. јун 2017) била је офталмолог и редовни професор.

## Биографија
Гимназију је завршила у родном граду, а Медицински факултет 1954. у Београду. Специјализовала је офталмологију на Очној клиници у Београду 1959, а исте године отворила је прво Очно одељење на Косову, у Гњилану, гдје је била ангажована три године. Радила је и у Специјалној болници за дијабетологију у Врњачкој Бањи. Хабилитовала се у Београду 1967. радом Савремено лечење трахома. Године 1976. прешла је у Тузлу, гдје је именована за начелника Офтамолошког одјељења Опште болнице "Мустафа Мујбеговић". Исте године одбранила је докторску дисертацију Ерадикција трахома на североисточној Босни и изабрана је за редовног професора на Медицинском факултету у Тузли. Усавршавала се на офталмолошкој клиници у Лиону и на Војномедицинско академији у Београду. У стручном и научном раду бавила се проблемом трахома, а посебно се ангажовала на његовом искорјењивању у сјевероисточној Босни. Писала је радове о искуствима у лијечењу трахома и о слабовидости и рехабилитацији дјеце и омладине у тузланској регији. Објавила је око 80 научних и стручних радова у домаћим и страним часописима. Учествовала је на конгресима у Минхену, Мексико Ситију, Кјоту, Паризу, Риму и Сингапуру. Добитница је више признања, међу којима је и признање Свјетске здравствене организације за заслуге у искорјењивању трахома у источној Босни.